# Saudi Electricity Company
Die Saudi Electricity Company (abgekürzt SEC oder SECO) ist ein saudi-arabisches Energieversorgungsunternehmen mit Sitz in Riad.

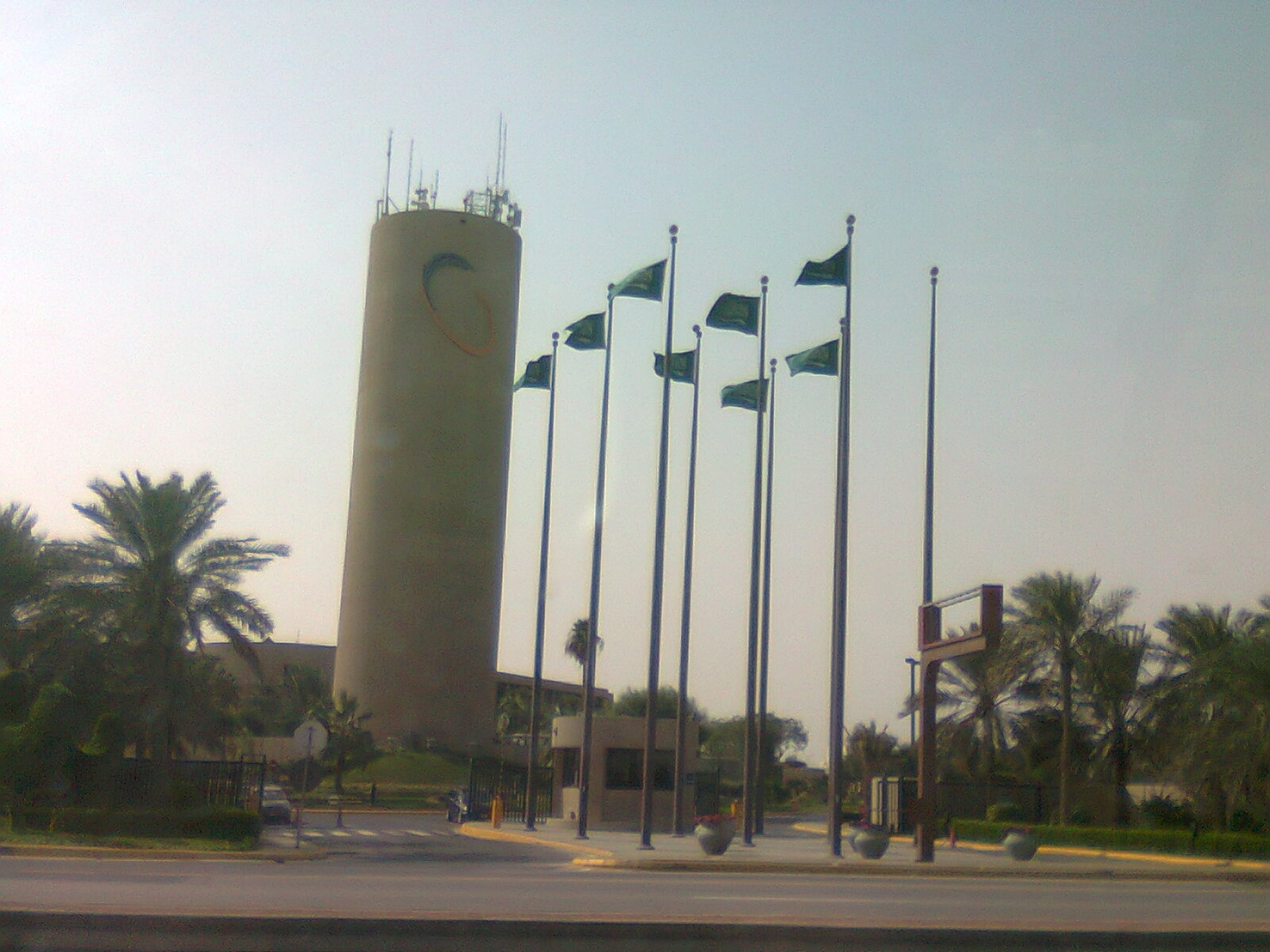
Ein Gebäude der Saudi Electric company in Al Khobar

## Geschichte
Das Unternehmen wurde im April 2000 durch die Vereinigung aller örtlichen Elektrizitätsgesellschaften als im Tadawul All-Share Index notierte Aktiengesellschaft gegründet. Die Eigentümer sind der Staat Saudi-Arabien mit 74,31 % und die Erdölfördergesellschaft Saudi Aramco mit 6,93 %; der Rest der Aktien befindet sich in Streubesitz.